# Bagisara anotla
Bagisara anotla är en fjärilsart som beskrevs av Dyar 1914. Bagisara anotla ingår i släktet Bagisara och familjen nattflyn. Inga underarter finns listade i Catalogue of Life.